# Marjorie Gestring
Marjorie Gestring (Los Angeles, 18 novembre 1922 – Hillsborough, 12 aprile 1992) è stata una tuffatrice statunitense.

## Biografia
Vinse la medaglia d'oro nella specialità del trampolino da tre metri alle Olimpiadi disputate a Berlino nel 1936, quando aveva solo 13 anni. Con questa partecipazione si guadagnò il titolo della più giovane medagliata di sempre in un'Olimpiade.
Apparve nel film Olympia - Fest der Schönheit della durata di 1 h (regia di Leni Riefenstahl) uscito il 25/4/1938, accanto a Jack Beresford, Ralf Berzsenyi, Ferenc Csík, Richard Degener, Willemijntje den Ouden, Charles des Jammonières, Velma Dunn, Konrad Frey e Tetsuo Hamuro.